# Cabera pictilinea
Cabera pictilinea là một loài bướm đêm trong họ Geometridae.